# Острів Собак
Собачий острів або Айл-оф-Догс (англ. Isle of Dogs) — район Іст-Енда, де розташовано один з найбільших ділових центрів Європи, Кенері-Ворф. Адміністративно входить до складу боро Тауер-Гемлетс. У минулому — зона доків колишнього Лондонського порту, також відомої як Доклендс.
Являє собою півострів, який зі сходу, півдня та заходу оточений Темзою. На території Собачого острову розташовані колишні верфі Лондонського порту. Прокладений у 1899—1902 роках під Темзою пішохідний тунель пов'язує Собачий острів з Гринвічем.
Нове життя Собачого острову розпочалося після того, як уряд Маргарет Тетчер прийняв програму модернізації району Доклендс. Найперші будівлі, одне з яких стало найвищою будівлею Великої Британії, були добудовані 1991 року. В наші часи на Собачому острові знаходиться друга за висотою (після побудови хмарочоса The Shard) будівля Великої Британії One Canada Square, висота якої сягає 235 метри.